# Gagauzia
Gagauzia (románul Găgăuzia, gagauzul Gagauz Yeri) Moldova déli részén elhelyezkedő autonóm terület. Fővárosa Comrat (gagauzul Komrat). Szomszédos Ukrajnával és Moldova déli körzeteivel. Területe 1800 km².

## Politika
1906-ban már kikiáltották az akkor orosz fennhatóság alatt álló Besszarábia területén a Komrati Köztársaságot, amely hat napig állt fenn és egységbe igyekezett tömöríteni a gagauz településeket.
Gagauzia az 1994. december 23-i törvényhozással alakult mint Moldova autonóm területe. Hozzá tartoznak mindazok a közösségek, ahol a gagauzok a népesség több mint 50%-át teszik ki, valamint azok a helységek, ahol a helyi népszavazásokon a többség Gagauziához akar tartozni (5. cikkely). A törvény azt is kimondja, hogy „a Gagauziában található földek, ásványlelőhelyek, vízi növény- és állatvilág, más természeti erőforrások és ingóságok vagy ingatlanok a Moldovai Köztársaság népének tulajdonába tartoznak, míg Gagauzia gazdasági alapját képezik.”
Az autonóm Gagauzia alkotmánya egybehangzik a moldovai alkotmánnyal. 
A jogalkotó a parlament, az úgynevezett Halk topluşu (Népi Gyűlés). 1998 óta van érvényben a demokratikus alkotmány.
Gagauzia legmagasabb rangú hivatalnoka a bașkan, azaz a kormányzó, aki egyben Gagauzia kormánya, a Végrehajtó Tanács feje. Gagauzia kormányzója Irina Vlah.

## Népesség
Gagauzia népessége 2014-ben kb. 135 000 fő  melynek nagy része gagauz nemzetiségű.

### Etnikai és vallási összetétel
Gagauziát főként gagauzok lakjak de jelentős a moldávok száma is. Egyéb itt élő népek az oroszok, ukránok és bolgárok A térségben a gagauzok aránya 82,5%. Több mint 90%-uk ortodox keresztény.

## Gazdaság
Az autonóm terület gazdasága meglehetősen primitív. Jelentős a mezőgazdaság szerepe.

## Kultúra

### Gasztronómia
A mai gagauz konyha még őriz a nomád múltból elemeket, amit a tejtermékekre és húsokra fektetett nagy hangsúly is tükröz. A gabonafélék is az alapvető élelmiszerek között szerepelnek, mely már a jelenleg meghonosodott gazdálkodási módokból származik.
A gagauz gasztronómia egyedülálló módszert alkalmaz a tejtermékek (tej, túró, sajt), sőt a hús tartósítására, amely állati bőrben történik. Helyi különlegesség még az ún. fejsajt, amit az állatok fejéből és lábából készítenek (hasonló módszerrel készül, mint a disznósajt). Elsődlegesen ünnepnapokon szolgálják fel. A kurbán bulgurból készült kása, amelyet egy kos húsával ötvöznek. A húsos fogásokat gyakran borsos mártások kísérik.
Általában kétféle kenyérfajta a jellemző: a búzakenyér és a kovásztalan kenyér. Gyakori fogások továbbá a piték, különböző töltelékekkel, úgy mint a juhtejsajttal töltött réteges pite, a tejföllel készülő pite, a sütőtökkel készülő pite és az édespite. Utóbbit általában a tehenek első fejéséből származó tejből készítik.
A legtöbb ételhez vörösbort szolgálnak fel.

## Eredet
A gagauzok az altáji török népek közé tartoznak, rokonaik a türkmének, a törökországi törökök és a kazahok. Hogy Moldva török kézre kerülése után letelepedett török lakosságról lenne szó, amely Kelet-Bulgáriából érkezett volna, teljesen alaptalan. Eredetüket illetően a kutatók az úzok, vagy mongolok elől a 13. században idemenekült közép-ázsiai törökök utódainak tartják őket. Nyelvük valóban szoros rokonságot mutat a közép-ázsiai altáji nyelvekkel, ugyanakkor a mai török nyelvvel is.